# Lista de tríplices coroas do futebol brasileiro
Este verbete lista e contextualiza historicamente casos de tríplice coroa pelos times brasileiros de futebol e pela Seleção Brasileira.

## Histórico

### "Tríplice Nacional"
Durante um bom tempo, a "tríplice coroa" em moldes europeus (principal copa continental, campeonato e copa nacionais) não podia ser aplicada no Brasil, uma vez que, entre 2001 e 2012, os clubes brasileiros que estivessem na Copa Libertadores da América eram impedidos de participar da Copa do Brasil, criada em 1989 (da primeira edição até 2000 foram 12 edições de possibilidade), na mesma temporada. Mas, como no Brasil existem competições estaduais, adaptou-se o conceito de "tríplice coroa" para o clube que vencer, na mesma temporada: Campeonato Brasileiro, Copa do Brasil e seu campeonato estadual. 
Em 1967 e 1968, havendo paralelo entre Taça Brasil e Robertão, existiu a possibilidade de uma tríplice como na mentalidade europeia, mas não ocorreu, apesar do duplo palmeirense em 1967 (o Racing da Argentina venceu a Copa Libertadores daquele ano; o Cruzeiro foi o único representante brasileiro).
Na verdade, o modelo da "tríplice coroa nacional" ganhou essa alcunha por ser formado por todas as conquistas que, em tese, todas as equipes brasileiras podiam ganhar jogando apenas em solo nacional.
O "molde original" de "tríplice coroa nacional" (estadual, Copa do Brasil e Campeonato Brasileiro) foi vencido por apenas dois clubes: Cruzeiro, em 2003, quando a expressão tríplice coroa foi consagrada no Brasil; e Atlético-MG, em 2021. Em homenagem ao feito, o Cruzeiro usou uma coroa no escudo de 2004 a janeiro de 2021, tendo feito forte marketing na exclusividade do mesmo. O Atlético, em razão da rivalidade, deu preferência ao termo triplete ou, mais especificamente, triplete alvinegro.
A tríplice cruzeirense, guiada em campo por Alex, possui Copa do Brasil e Mineiro vencidos de formada invicta, além do primeiro Brasileirão em pontos corridos (na época com 24 times, o que seria reduzido para 20 em 2006). A atleticana, por sua vez, teve a Copa do Brasil em seu novo formato, com a presença dos que jogaram a Libertadores do mesmo ano (caso do próprio Galo); outro destaque foi o fim do jejum de 50 anos do time no nacional.
Com a volta da Supercopa do Brasil, também pode ser alcunhada de "tríplice coroa do futebol brasileiro" a combinação do time que ganhar a dobradinha nacional e o tira-teima contra o vice-campeão do Brasileiro, no ano seguinte, ou ganhar os três certames nacionais no mesmo ano. O primeiro caso foi inaugurado pelo Atlético-MG, em 2021/22.

### Outros formatos
Algumas observações: a Copa do Mundo de Clubes da FIFA, apesar de ter importância controversa, é consenso que possui mais relevância para a América do Sul do que para a Europa, tendo peculiar relevo para os clubes brasileiros; a Copa Sul-Americana é um título secundário em relação a Libertadores; os estaduais, protagonistas durante boa parte do século XX, segundo os especialistas, estão com o "peso" menor com o passar dos anos.
Destarte, tendo em vista outras combinações, valorações e comparações de títulos, que nem sempre acompanham a geografia, outros formatos de "tríplice coroa" podem ser considerados mais gloriosos que o formato da "tríplice nacional" de 2003, como a tríplice do Flamengo em 2019, que repetiu feito atingido, até então, apenas pelo Santos de Pelé (1962 e 1963), vencendo a principal disputa continental (Copa Libertadores) e nacional (Brasileirão), quebrando o recorde de pontos em uma campanha nesta última. Uma vez que o clube carioca venceu a Copa Libertadores da América, não a Copa do Brasil, muitos comentaristas a entenderam como maior que a do Cruzeiro. Em 2020, o Palmeiras formou uma forte combinação inédita, diferindo do Flamengo por ter ganho a Copa do Brasil.

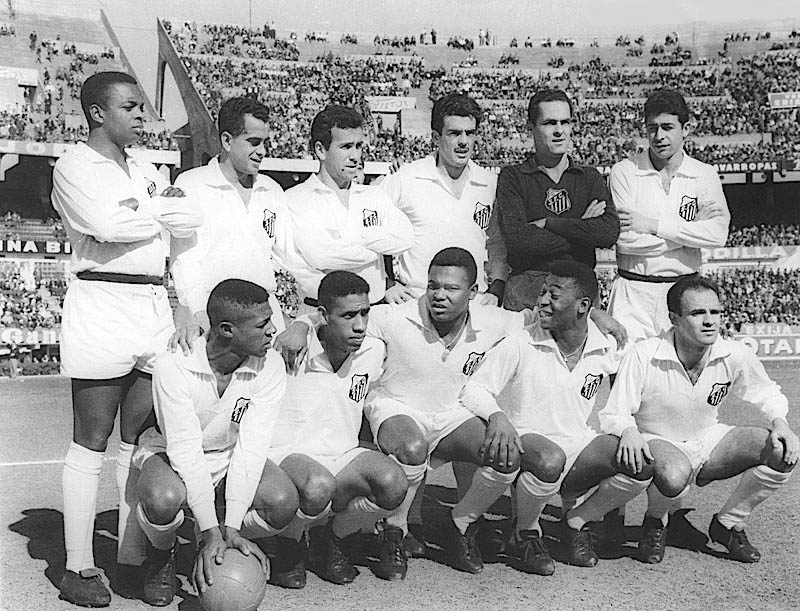
Esquadrão do Santos campeão da Copa Libertadores de 1962, quando formou a primeira tríplice coroa do futebol brasileiro, que se transformaria em quádrupla com a vitória da Copa Intercontinental.

Ao longo do tempo, em cinco vezes foram conquistados ao menos 3 títulos entre as quatro competições extensas e de primeiro nível em sua respectiva área, quais sejam, campeonato estadual, Copa do Brasil, Brasileirão e Copa Libertadores: Santos (1962), Cruzeiro (2003), Flamengo (2019), Palmeiras (2020) e Atlético-MG (2021). Nenhum time ganhou Libertadores, Brasileirão e Copa do Brasil na mesma temporada, o que seria a tríplice conforme a convenção europeia.
As tríplices ou quádruplas com um mundial (Copa Intercontinental ou Copa do Mundo de Clubes), que apesar de sua importância é uma competição historicamente curta, foram as de 1962 e 1963 (Santos); 1981 (Flamengo); 1992, 1993 e 2005 (São Paulo).
Glória rara durante o século XX, quando verificou-se apenas nove ocorrências, sendo quatro do Santos durante a década de 1960, mostra-se mais recorrente desde o final de década de 2010 e começo da década de 2020, o que é causado principalmente pelo desponte econômico e técnico de alguns times, que formam uma "nova elite do futebol brasileiro". Este fenômeno acompanha um domínio e interesse maior nas competições internacionais, que também possuem mais vagas que no passado.

## Critérios e competições consideradas
De forma geral, a imprensa brasileira chama de "tríplice coroa" a conquista de três títulos oficiais (chancelados pela respectiva federação ou confederação responsável) e profissionais quaisquer numa mesma temporada, considerando competições de diferentes níveis geográficos.
Neste sentido, não listando tríplices com divisão inferior ou (re)copas estaduais (listadas na secção outras; critério da relevância), há quinze casos de tríplice coroa stricto sensu e quatro de quádrupla no futebol do Brasil, envolvendo competições oficiais realizadas no mesmo ano, embora de fato findadas ou jogadas no ano seguinte (como a Copa do Brasil e Brasileirão de 2020, terminados em 2021). Ignora-se o conceito de tríplice que envolva ganhar a competição do ano presente jogada em razão de conquista do anterior, utilizado na secção Tríplice internacional em relação a Recopa Sul-Americana. 
Seguem-se os seguintes parâmetros: profissionalismo, oficialidade e independência. Desatendem os requisitos, então: conquistas de times de base, como a Copinha; competições amistosas ou de oficialidade duvidosa, como a Taça dos Campeões Estaduais Rio-São Paulo; e competições anexas (taças de zonais, fases, chaves ou turnos), como as zonas da Taça Brasil e turnos de estaduais, pois possuem natureza simbólica. 
Observa-se os critérios da seguinte lista: Lista de títulos de clubes brasileiros de futebol.
As quádruplas são citadas como uma forma de não punir o sucesso e porque internamente possuem uma tríplice.
Qualquer time brasileiro pode disputar atualmente as seguintes competições oficiais: Estadual, Supercopa do Brasil (1990–1991; 2020–), Copa do Brasil (1989–), Campeonato Brasileiro (1937; 1959–), Recopa Sul-Americana (1989–1998; 2003–), Copa Sul-Americana (2002–), Copa Libertadores (1960–), Copa Intercontinental da FIFA (2024–) e Mundial de Clubes FIFA (2025–). A lista também inclui oficiais extintas.

## Lista principal
1. Em 1962, o Santos conquistou Campeonato Paulista, Campeonato Brasileiro, Copa Libertadores e Copa Intercontinental, formando uma quádrupla coroa. Única com todos os âmbitos a partir do estadual (desconsiderando níveis intermediários).[47] Treinador: Luís Alonso Pérez.
2. Em 1963, o Santos conquistou Torneio Rio-São Paulo, Campeonato Brasileiro, Copa Libertadores e Copa Intercontinental, formando nova quádrupla coroa.[47] Pelo 2° ano consecutivo, venceu a principal disputa de nível nacional, continental e mundial. Treinador: Luís Alonso Pérez.
3. Em 1964, o Santos conquistou Campeonato Paulista, Torneio Rio-São Paulo e Campeonato Brasileiro.[48][47] Treinador: Luís Alonso Pérez.
4. Em 1968, o Santos conquistou Campeonato Paulista, Campeonato Brasileiro (RGP) e Recopa dos Campeões Intercontinentais.[49] Treinador: Antoninho Fernandes.
5. Em 1981, o Flamengo conquistou Campeonato Carioca, Copa Libertadores e Copa Intercontinental. Esta destaca-se pelo curto tempo entre o primeiro e o último título (20 dias): Libertadores foi conquistada em 23/11, Carioca em 6/12 e Intercontinental em 13/12.[50] A primeira do Rio de Janeiro (presente lista). Treinador: Paulo César Carpegiani.
6. Em 1992, o São Paulo conquistou Campeonato Paulista, Copa Libertadores e Copa Intercontinental.[51] A primeira da cidade de São Paulo. Treinador: Telê Santana.
7. Em 1993, o São Paulo conquistou Recopa Sul-Americana, Supercopa Libertadores, Copa Libertadores da América e Copa Intercontinental, formando uma quádrupla internacional (que, internamente, possui uma tríplice coroa continental),[52][53][54] única na presente lista. Treinador: Telê Santana.
8. Em 1993, o Palmeiras conquistou Campeonato Paulista, Torneio Rio-São Paulo e Campeonato Brasileiro.[47] Treinador: Vanderlei Luxemburgo.
9. Em 1996, o Grêmio conquistou Campeonato Gaúcho, Recopa Sul-Americana e Campeonato Brasileiro. A primeira do Sul.[55] Treinador: Luiz Felipe Scolari.
10. Em 2002, o Paysandu conquistou Campeonato Paraense, Copa Norte e Copa dos Campeões.[56] A primeira e única do Norte e primeira de um time brasileiro no século XXI. Treinador: Givanildo Oliveira.
11. Em 2003, o Cruzeiro conquistou Campeonato Mineiro, Copa do Brasil e Campeonato Brasileiro.[47] A primeira de Minas Gerais. Treinador: Vanderlei Luxemburgo.
12. Em 2005, o São Paulo conquistou Campeonato Paulista, Copa Libertadores e Copa do Mundo de Clubes.[47] Treinadores: Emerson Leão (Paulista); Paulo Autuori (Libertadores e Mundial).
13. Em 2019, o Athletico Paranaense conquistou Campeonato Paranaense, Levain Cup-Sudamericana (antiga Copa Suruga Bank) e Copa do Brasil.[57][47][58] A primeira e única do Paraná. Treinadores: Rafael Guanaes (Paranaense); Tiago Nunes (Levain Cup-Sudamericana e Copa do Brasil).
14. Em 2019, o Flamengo conquistou Campeonato Carioca, Campeonato Brasileiro e Copa Libertadores.[57] Esta destaca-se pelo curto tempo entre o segundo e o último (23 horas): Libertadores em 23/11 e Brasileiro em 24/11.[59][60] Treinadores: Abel Braga (Carioca); Jorge Jesus (Brasileiro e Libertadores).
15. Em 2020, o Flamengo conquistou Campeonato Carioca, Supercopa do Brasil, Recopa Sul-Americana e Campeonato Brasileiro, formando uma quádrupla coroa, a primeira de um time brasileiro no século XXI. Treinadores: Jorge Jesus (Supercopa, Recopa e Carioca); Rogério Ceni (Brasileiro).
16. Em 2020, o Palmeiras conquistou Campeonato Paulista, Copa do Brasil e Copa Libertadores.[61] Treinadores: Vanderlei Luxemburgo (Paulista); Abel Ferreira (Copa do Brasil e Libertadores).
17. Em 2021, o Atlético Mineiro conquistou Campeonato Mineiro, Campeonato Brasileiro e Copa do Brasil.[62] Treinador: Cuca.
18. Em 2022, o Palmeiras conquistou Campeonato Paulista,  Recopa Sul-Americana e Campeonato Brasileiro.[63] Treinador: Abel Ferreira.
19. Em 2023, o Palmeiras conquistou Campeonato Paulista, Supercopa do Brasil e Campeonato Brasileiro.[64] Treinador: Abel Ferreira.

Por times (9): Santos e Palmeiras: 4; Flamengo e São Paulo: 3; Athletico-PR, Atlético MG, Cruzeiro, Grêmio e Paysandu: 1.
Por estado (6): São Paulo: 11; Rio de Janeiro: 3; Minas Gerais: 2; Pará, Paraná e Rio Grande do Sul: 1.
Por região (3): Sudeste: 16; Sul: 2; Norte: 1.

### Tabela
Em negrito, casos com ao menos duas conquistas entre Libertadores, disputa mundial anual ("antigo Intercontinental" ou FIFA), Brasileirão e Copa do Brasil, que seriam as tríplice/quádruplas mais ilustres, de maior importância histórica (são dez das dezenove).
| Clubes (ano)        | Regionais | Regionais |    | Nacionais | Nacionais | Nacionais |       | Continentais | Continentais | Continentais |       | Mund./Interc. | Mund./Interc. |  | Campo geográfico |
| Clubes (ano)        | Est       | Int       | SA | CB        | Out.      | CL        | CS/SL | RS           | CM/CI        | Out.         |       |               |               |  | Campo geográfico |
| ------------------- | --------- | --------- | -- | --------- | --------- | --------- | ----- | ------------ | ------------ | ------------ | ----- | ------------- | ------------- |  | ---------------- |
| Santos (1962)       | X         | ND        | X  |           |           | X         |       |              | X            |              | R/N/I |               |               |  |                  |
| Santos (1963)       |           | X         | X  |           |           | X         |       |              | X            |              | R/N/I |               |               |  |                  |
| Santos (1964)       | X         | X         | X  |           |           |           |       |              | ND           |              | R/N   |               |               |  |                  |
| Santos (1968)       | X         |           | X* |           |           | ND        |       |              | ND           | X            | R/N/I |               |               |  |                  |
| Flamengo (1981)     | X         |           |    |           |           | X         |       |              | X            |              | R/I   |               |               |  |                  |
| São Paulo (1992)    | X         |           |    | ND        |           | X         | ND    | ND           | X            |              | R/I   |               |               |  |                  |
| São Paulo (1993)    |           | ND        |    |           |           | X         | X     | X**          | X            |              | I     |               |               |  |                  |
| Palmeiras (1993)    | X         | X         | X  |           |           | ND        | ND    | ND           | ND           |              | R/N   |               |               |  |                  |
| Grêmio (1996)       | X         |           | X  |           |           |           |       | X**          | ND           |              | R/N/I |               |               |  |                  |
| Paysandu (2002)     | X         | X         |    |           | X         | ND        | ND    |              | ND           |              | R/N   |               |               |  |                  |
| Cruzeiro (2003)     | X         |           | X  | X         |           | ND        |       | ND           | ND           |              | R/N   |               |               |  |                  |
| São Paulo (2005)    | X         |           |    | ND        |           | X         |       | ND           | X            |              | R/I   |               |               |  |                  |
| Athletico-PR (2019) | X         |           |    | X         |           |           | ND    |              | ND           | X            | R/N/I |               |               |  |                  |
| Flamengo (2019)     | X         |           | X  |           |           | X         | ND    | ND           |              | ND           | R/N/I |               |               |  |                  |
| Flamengo (2020)     | X         |           | X  |           | X         |           | ND    | X            | ND           |              | R/N/I |               |               |  |                  |
| Palmeiras (2020)    | X         |           |    | X         | ND        | X         | ND    | ND           |              |              | R/N/I |               |               |  |                  |
| Atlético-MG (2021)  | X         |           | X  | X         | ND        |           | ND    | ND           | ND           |              | R/N   |               |               |  |                  |
| Palmeiras (2022)    | X         |           | X  |           | ND        |           | ND    | X            | ND           |              | R/N/I |               |               |  |                  |
| Palmeiras (2023)    | X         |           |    | X         |           | X         |       |              | ND           | ND           |       | ND            |               |  | R/N              |

Observações:
* Não disputou a Taça Brasil de 1968.
** O time jogou e não venceu a respectiva edição da Copa de Ouro, outra competição oficial da Conmebol entre campeões da temporada anterior.
O período de disputa de cada certame está na secção "Critérios" (atuais) e em nota (extintas).
Legenda:
| X  | campeão                                                                 |
|    | torneio(s) não existia(m) ou fora de disputa                            |
|    | disputou e não ganhou                                                   |
| ND | não disputou em razão de classificação para a Libertadores do mesmo ano |
| ND | CBF não mandou representante algum                                      |
| ND | não disputou (demais casos)                                             |

- Est = campeonato estadual
- Int = competição interestadual
- SA = Série A do Campeonato Brasileiro
- CB = Copa do Brasil
- Outras (nacionais) = Copa dos Campeões e Supercopa do Brasil
- CL = Copa Libertadores
- CS = Copa Sul-Americana
- SL = Supercopa Libertadores
- RS = Recopa Sul-Americana
- CM = Copa do Mundo de Clubes da FIFA
- CI = Copa Intercontinental
- Outras (intercontinentais) = Recopa Intercontinental e Levain Cup-Sudamericana
- R = regional (estadual ou interestadual)
- N = nacional
- I = internacional (continental, intercontinental ou mundial)

### Treinadores

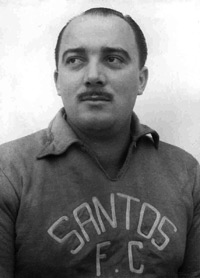
Luís Alonso Perez

Por treinadores: Luís Alonso Pérez: 3 (duas quádruplas); Abel Ferreira, Telê Santana (uma quádrupla) e Vanderlei Luxemburgo: 2; Antoninho Fernandes, Paulo César Carpegiani, Luiz Felipe Scolari, Givanildo Oliveira, Jorge Jesus e Cuca: uma vez cada. Formam um grupo de nove profissionais.
Títulos de duas das três taças: Paulo Autuori, Tiago Nunes, Jorge Jesus e Abel Ferreira (uma vez cada). Apenas uma taça: Emerson Leão, Rafael Guanaes, Abel Braga, Rogério Ceni e Vanderlei Luxemburgo (uma vez cada). Nove profissionais ganharam um ou dois títulos de uma tríplice ou quádrupla, sendo que três (Vanderlei Luxemburgo, Jorge Jesus e Abel Ferreira) foram listados acima.
Tendo como referencial a carreira, não uma temporada, os treinadores brasileiros que venceram a tríplice coroa clássica (copa continental, copa nacional e liga) por um mesmo clube foram:
- Felipão, por Grêmio (Copa do Brasil de 1994; Libertadores de 1995; Brasileirão de 1996) e Palmeiras (Copa do Brasil de 1998 e 2012; Libertadores de 1999; Brasileirão de 2018), neste primeiro em 3 anos consecutivos.[65] Ainda ganhou a Copa do Brasil de 1991, pelo Criciúma;
- Cuca, pelo Atlético-MG (Libertadores de 2013; Brasileirão de 2021; Copa do Brasil de 2021).[66][67] Ainda ganhou o Campeonato Brasileiro de 2016, pelo Palmeiras;
- Abel Ferreira, pelo Palmeiras (Libertadores 2020 e 2021; Copa do Brasil de 2020; Campeonato Brasileiro de 2022 e 2023), em 3 anos consecutivos.

Também formaram a trinca, mas em times diferentes:
- Antônio Lopes, pelo Internacional (Copa do Brasil de 1992) e Vasco (Brasileirão de 1997; Libertadores de 1998). Ainda ganhou o Brasileirão de 2005, pelo Corinthians;
- Tite, pelo Grêmio (Copa do Brasil de 2001) e Corinthians (Brasileirão de 2011 e 2015; Libertadores de 2012).[68]

### Elenco titular base
- Santos (1962): Gilmar; Lima, Mauro e Dalmo; Calvet e Zito; Dorval, Mengálvio, Coutinho, Pelé e Pepe;[69]
- Santos (1963): Gilmar; Mauro, Calvet e Dalmo; Zito e Geraldino; Dorval, Lima, Coutinho, Pelé e Pepe;[69]
- Santos (1964): ;
- Santos (1968): Claudio; Carlos Alberto, Ramos Delgado, Joel e Rildo; Negreiros e Lima; Kaneko, Toninho, Pelé e Edu;[69]
- Flamengo (1981): Raul; Leandro, Marinho, Mozer e Júnior; Andrade, Adílio e Zico; Tita, Nunes e Lico;[69]
- São Paulo (1992): Zetti; Vitor, Adilson, Ronaldão e Ronaldo Luis; Toninho Cerezo (Dinho), Pintado e Raí; Cafu, Palhinha e Muller;[69]
- São Paulo (1993): Zetti; Cafu, Válber, Ronaldão e André Luiz; Doriva, Dinho, Toninho Cerezo e Leonardo; Muller e Palhinha;[69]
- Palmeiras (1993): Sérgio; Gil Baiano, Antônio Carlos, Cléber e Roberto Carlos; César Sampaio, Mazinho, Edílson e Zinho; Edmundo e Evair;[69]
- Grêmio (1996): Danrlei; Arce, Rivarola, Mauro Galvão e Roger; Dinho, Goiano, Émerson e Carlos Miguel; Paulo Nunes e Zé Alcino;[69]
- Paysandu (2002): Marcão; Sandro Goiano, Sérgio, Gino e Luís Fernando; Marcos, Jajá, Rogerinho, Jóbson, Vélber e Vandick;[69]
- Cruzeiro (2003): Gomes; Maicon, Cris, Edu Dracena e Leandro; Maldonado, Augusto Recife, Wendell e Alex; Aristizábal e Mota;[69]
- São Paulo (2005): Rogério Ceni; Fabão, Lugano e Edcarlos; Cicinho, Mineiro, Josué, Danilo e Júnior; Amoroso e Aloísio;[69]
- Athlético-PR (2019): Santos; Khellven, Robson Bambu, Léo Pereira e Márcio Azevedo; Wellington, Léo Cittadini, Lucho González e Bruno Guimarães; Nikão, Rony e Marco Ruben;
- Flamengo (2019): Diego Alves; Rafinha, Rodrigo Caio, Pablo Mari e Filipe Luís; Willian Arão, Gerson e Arrascaeta; Éverton Ribeiro, Bruno Henrique e Gabigol;[69]
- Flamengo (2020): Diego Alves; Isla, Rodrigo Caio, Gustavo Henrique e Filipe Luís; Willian Arão, Gerson e Arrascaeta; Éverton Ribeiro, Bruno Henrique e Gabigol;
- Palmeiras (2020): Weverton; Marcos Rocha, Alan Empereur, Gustavo Gómez e Mathias Viña; Patrick de Paula, Danilo, Zé Rafael e Raphael Veiga; Rony e Luiz Adriano;
- Atlético-MG (2021): Éverson; Mariano, Nathan Silva, Júnior Alonso e Guilherme Arana; Allan, Jair, Zaracho e Nacho Fernández; Keno e Hulk.
- Palmeiras (2022): ;
- Palmeiras (2023): .

## Tríplice internacional
O vencedor da Copa Libertadores conquista vaga em outras duas competições anuais. Ainda no mesmo ano, enfrenta a disputa mundial anual: Copa Intercontinental da FIFA (desde 2024)/Copa do Mundo de Clubes da FIFA (2000; 2005 a 2023)/Copa Intercontinental (1960 a 2004). No ano seguinte, joga a Recopa Sul-Americana. Assim, interpreta-se a formação de uma tríplice, apesar dos anos diferentes, pois os torneios fazem uma sequência entre si. Seguindo este formato, os clubes brasileiros que ganharam a tríplice coroa internacional foram: São Paulo (1993 e 1994), Internacional (2007) e Corinthians (2013).
- Em 1992, o São Paulo conquistou Copa Libertadores e Copa Intercontinental; em 1993, venceu a Recopa Sul-Americana.[70][71] Treinador: Telê Santana.
- Em 1993, o São Paulo conquistou Copa Libertadores, Supercopa Libertadores e Copa Intercontinental; em 1994, o tricolor venceu a Recopa Sul-Americana. Quádrupla coroa internacional.[72][73][74][75] Treinador: Telê Santana. Ainda venceria a Copa Conmebol de 1994 (treinador: Muricy Ramalho).
- Em 2006, o Internacional conquistou Copa Libertadores e Mundial de Clubes; em 2007, venceu a Recopa Sul-Americana.[76] O time usou um escudo comemorativo com uma coroa em alusão à conquista.[77][78] Treinadores: Abel Braga (Libertadores e Mundial); Alexandre Gallo (Recopa).
- Em 2012, o Corinthians conquistou Copa Libertadores e Mundial de Clubes; em 2013, venceu a Recopa Sul-Americana. Tríplice coroa internacional de maneira invicta.[79][80][81] Treinador: Tite.

Dos 4 casos, a vaga à Copa Libertadores teve como origem o título do Brasileirão pretérito em 1992 e 2012, havendo uma sucessão: Brasileirão (1º ano); Libertadores e torneio mundial (2º ano); Recopa (3º ano).

## Outras
Cita-se aqui tríplices menos listadas pela imprensa e formadas com competições de menor expressão, como (re)copas estaduais e títulos de divisões inferiores, embora ainda segundo os parâmetros: profissionalismo (futebol adulto), oficialidade (não constam amistosos) e independência (não constam turnos e fases).
São desconsiderados: torneios início, em razão de possuírem regulamentos que divergem das regras oficiais de uma partida; pela isonomia, torneios de regiões estaduais (o que inclui taças municipais e do interior), ao menos que todas regiões tenham sua taça; títulos com elenco sub-23, mesmo que em certames profissionais; torneios de consolação.
A falta de referências sobre a tríplice pode ser suprida pela lista de títulos do site do clube, se pela mesma for identificável os três títulos oficiais no mesmo ano.
Em 1968, o Botafogo conquistou Taça Guanabara (torneio independente), Campeonato Carioca e Campeonato Brasileiro (TB). A Taça Guanabara era um campeonato oficial à parte e não um turno ou fase do Campeonato Carioca como atualmente. Treinador: Zagallo.
Em 1993, o Vasco da Gama conquistou Copa Rio (estadual), Campeonato Carioca e Torneio João Havelange. Treinadores: Joel Santana (Carioca); Alcir Portella (Copa Rio e Torneio João Havelange).
Em 2008, o Brusque conquistou Campeonato Catarinense - Série B, Copa Santa Catarina e Recopa Sul-Brasileira. Treinador: Suca.
Em 2012, o Sampaio Corrêa conquistou Campeonato Maranhense, Copa União do Maranhão e Campeonato Brasileiro - Série D. Treinadores: Flávio Araújo (Maranhense e Série D); Dejair Ribeiro (Copa União).
Em 2014, o Lajeadense conquistou Campeonato da Região Sul-Fronteira, Copa FGF e Super Copa Gaúcha.  Treinador: Luís Carlos Winck.

## Tríplice coroa de campeonatos brasileiros
Em 2019, a CBF passou a chancelar o Campeonato Brasileiro de Futebol Sub-17. Assim, juntando-se aos outros 2 campeonatos brasileiros chancelados pela mesma entidade - Campeonato Brasileiro de Futebol Sub-20 e Campeonato Brasileiro de Futebol - considera-se que uma agremiação conquistou a tríplice coroa de Campeonatos Brasileiros se ela conquistar os 3 campeonatos numa mesma temporada.
Em 2019, o Flamengo foi a primeira equipe a conquistar a tríplice coroa de Campeonatos Brasileiros. Treinadores: Jorge Jesus (profissional); Maurício Souza (sub-20); Phelipe Leal (sub-17).
Em 2022, o Palmeiras tornou-se a segunda.

## Seleção Brasileira
Em 2002/03, a Seleção Brasileira venceu os três mundiais masculinos da FIFA, triunfo exclusivo: Copa do Mundo FIFA (2002), Copa do Mundo FIFA Sub-17 (2003) e Copa do Mundo FIFA Sub-20 (2003). Treinadores: Luiz Felipe Scolari (profissional); Marcos Paquetá (sub-17 e sub-20).

## Seleção Brasileira Feminina
Em 2022, a Seleção Brasileira Feminina venceu a edição profissional, sub-20 e sub-17 da Copa América.

## Tríplice coroa do futebol feminino brasileiro
Em 2014, o São José venceu Campeonato Paulista, Copa Libertadores e Mundial de Clubes (Japan FA). Treinador: Adilson Galdino.
Em 2021, o Corinthians Feminino venceu Campeonato Paulista, Campeonato Brasileiro e Copa Libertadores. Como a Copa do Brasil não é jogada desde 2017, o time venceu as três principais competições. Curiosamente, foi o tri de cada competição; no caso do Paulista, tri consecutivo. Treinador: Arthur Elias.

## Filmografia
- 1981: O Ano Rubro-Negro, 2012. ESPN.
- A tríplice coroa verde, 2021. S. E. Palmeiras.